# Constancio Villarreal
Constancio Villarreal Salinas (General Bravo, Nuevo León; 5 de junio de 1901 - Monterrey, Nuevo León; 22 de julio de 1985) fue un político mexicano que fue alcalde de Monterrey entre 1943 y 1945.
Nació en General Bravo, Nuevo León, el 5 de junio de 1901 siendo el séptimo de los 8 hijos de Abraham Villarreal García y de Martina Salinas Cantú. Realizó sus estudios primarios en su pueblo natal y después ingresó al colegio militar, mismo que tuvo que abandonar debido a un accidente en una pierna. En Monterrey trabajó como telegrafista durante la Revolución Mexicana, y como despachador de trenes en las estaciones del Nacional y del Golfo; más tarde en la Compañía de Agua y Drenaje. Contrajo matrimonio con Bertha Pérez Martínez, originaria de Los Herreras, con quien tuvo 4 hijos. Fue elegido alcalde de Monterrey para el periodo 1943-45, habiendo sido postulado por la CTM. Durante su administración se llevó a cabo el encuentro en la ciudad de Monterrey de los presidentes de México y Estados Unidos, Manuel Ávila Camacho y Franklin D. Roosevelt, respectivamente.
Constancio Villarreal murió en Monterrey el 22 de julio de 1985.